# Puente Internacional del Bajo Guadiana
El Puente Internacional del Bajo Guadiana (en portugués: Ponte Internacional do Baixo Guadiana) es un puente construido sobre el Río Chanza, con una longitud aproximada de 150 metros y una anchura de 11 metros. Situado en la frontera entre Portugal y España, une la región portuguesa de Alentejo y la región española de Andalucía.
Fue inaugurado el 26 de febrero de 2009 y fue financiado por las autoridades municipales de Beja y la Provincia de Huelva y en gran parte por fondos de la Unión Europea.
Por cercanía une la localidad portuguesa de Pomarão con el municipio español de El Granado. Antes de la inauguración del puente los vecinos tenían que viajar 100 km por carretera para comunicarse entre los dos pueblos (vía puente de Ayamonte), lo que contrasta con los únicamente 12 km necesarios tras la inauguración.